# Natale Vecchi
Natale Vecchi (ur. 29 czerwca 1917 w Novellarze, zm. 4 grudnia 1988 w Cagliari) – włoski zapaśnik walczący w stylu wolnym. Olimpijczyk z Helsinek 1952, gdzie odpadł w eliminacjach w kategorii plus 87 kg.
Brązowy medalista mistrzostw świata w 1951 i czwarty w 1950. Trzeci na mistrzostwach Europy w 1949 i na igrzyskach śródziemnomorskich w 1951 roku.